# Schwollen

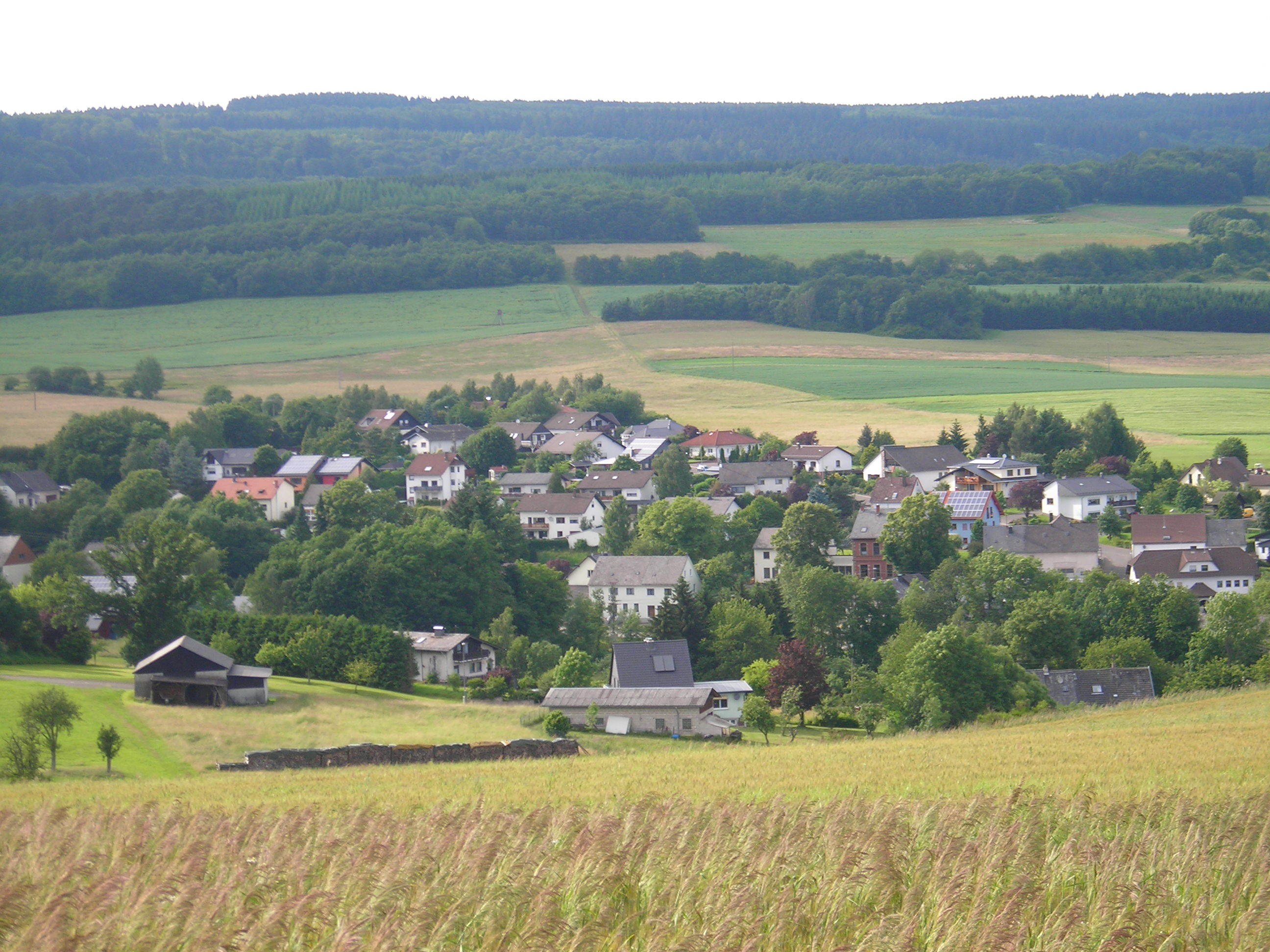
Ansicht von Süden

Schwollen ist eine Ortsgemeinde im Landkreis Birkenfeld in Rheinland-Pfalz. Sie gehört der Verbandsgemeinde Birkenfeld an. Der staatlich anerkannte Erholungsort ist bekannt für seine Mineralquellen.

## Geographie
Schwollen liegt am Schwollbach (Nahe) am Rand des Schwarzwälder Hochwalds. Dieser Teil des Hochwalds ist der südwestliche Teil des Hunsrück. Die Nachbargemeinden sind Leisel, Hattgenstein und Wilzenberg-Hußweiler. 63 Prozent der Gemarkungsfläche sind bewaldet. Das aus den Quellen gewonnene Mineralwasser wird von zwei Sprudelfirmen abgefüllt. Schwollen ist eine Nationalparkgemeinde im Nationalpark Hunsrück-Hochwald.

## Geschichte
Schwollen gehörte Landesherrlich bis zum Ende des 18. Jahrhunderts zur Hinteren Grafschaft Sponheim und unterstand als Teil der Pflege Hambach der Verwaltung des Oberamtes Birkenfeld. 1607 zählte Schwollen 31 und 1699 neun Familien, 1790 verzeichnete der Ort 199 Einwohner.
Im Jahr 1794 wurde das Linke Rheinufer von französischen Revolutionstruppen eingenommen. Von 1798 bis 1814 gehörte Schwollen zum Kanton Birkenfeld im Saardepartement. Aufgrund der auf dem Wiener Kongress (1815) getroffenen Vereinbarungen kam die Region 1817 zum oldenburgischen Fürstentum Birkenfeld. Die Gemeinde war der Bürgermeisterei Leisel im Amt Birkenfeld zugeordnet. Von 1918 an gehörte Schwollen zum oldenburgischen „Landesteil Birkenfeld“ und kam 1937 zum preußischen Landkreis Birkenfeld. Seit 1946 ist Schwollen Teil des Landes Rheinland-Pfalz.
Bevölkerungsentwicklung
Die Entwicklung der Einwohnerzahl von Schwollen, die Werte von 1871 bis 1987 beruhen auf Volkszählungen:
| Jahr | Einwohner |
| 1815 | 235       |
| 1835 | 358       |
| 1871 | 339       |
| 1905 | 312       |
| 1939 | 389       |
| 1950 | 388       |

| Jahr | Einwohner |
| 1961 | 450       |
| 1970 | 464       |
| 1987 | 472       |
| 1997 | 511       |
| 2005 | 478       |
| 2023 | 449       |

## Politik

### Bürgermeister
Heiko Herber wurde 2014 Ortsbürgermeister von Schwollen.
Bei den Direktwahlen im Mai 2019 und im Juni 2024 wurde er jeweils in seinem Amt bestätigt.
Herbers Vorgänger Horst Hahnefeld hatte das Amt 20 Jahre ausgeübt, war 2014 aber nicht erneut angetreten.

### Wappen
| Wappen von Schwollen | Blasonierung: „In geteiltem Schild oben in Grün ein silberner Schalenbrunnen mit geteiltem silbernen Wasserstrahl, unten rot-silbern geschacht.“ |
| Wappen von Schwollen | Es wurde 1965 vom rheinland-pfälzischen Innenministerium genehmigt.                                                                              |

## Wirtschaft und Infrastruktur
Im Westen liegt die B 269 und im ca. 9 Kilometer entfernten Kronweiler ist ein Bahnhof der Bahnstrecke Bingen–Saarbrücken.
Seit 1937 gibt es in Schwollen ein Freibad. Außerdem gibt es einen Kindergarten, eine Bäckerei, ein Restaurant und noch andere Gewerbetreibende, darunter zwei Mineralwasserbrunnen (Hochwald Sprudel und Schwollener Sprudel) und ein Brandschutzunternehmen. Der Sirona-Weg und die Rundwanderstrecke VG BIR verlaufen direkt durch den Ort.

## Persönlichkeiten
- Erwin Manz, * 1960 in Schwollen, Staatssekretär